# Yannick Agnel
Yannick Agnel, född 9 juni 1992 i Nîmes, är en fransk simmare.
Agnel blev olympisk guldmedaljör på 200 meter frisim vid sommarspelen 2012 i London.